# Grünewalde (Schönebeck)
Grünewalde ist ein Ortsteil der Stadt Schönebeck (Elbe) im Salzlandkreis in Sachsen-Anhalt. 

## Geografie
Der Ortsteil ist einen Kilometer vom Stadtzentrum entfernt und befindet sich auf der gegenüberliegenden, rechten Seite der Elbe.

## Geschichte
Eine Gierfähre über die Elbe ist etwa an der Stelle der heutigen Elbbrücke seit 1447 belegt. Seit 1671 hatten sich dort Schiffsknechte, Bootsbauer und Schiffsmüller angesiedelt. Im Jahr 1699 entstand auf dem Elbenauer Flurgebiet das Dorf Grünewalde, aus der sächsischen Zollstelle, der Schenke des Fährmeisters und den Ansiedlungen. Der Name Grünewalde geht auf das gleichnamige Forststück "Am Grünen Walde" zurück. Das Dorf gehörte damals zur Kirchgemeinde Elbenau.
Von 1816 bis zum 31. März 1913 gehörte Grünewalde zum Landkreis Jerichow I, danach erfolgte ein Kreiswechsel in den Landkreis Calbe a./S. und der Ort wurde zusammen mit Elbenau am 1. April 1913 nach Schönebeck eingemeindet, als Voraussetzung für die Genehmigung zum Bau der Elbbrücke. Zum Zeitpunkt der Eingemeindung hatte die Gemeinde ca. 490 Einwohner.
Wegen der nahen Waldgebiete auf rechtselbischer Seite und der guten Erreichbarkeit mittels Fähre beziehungsweise Brücke wird Grünewalde ein beliebter Ausflugsort der Schönebecker Bevölkerung. Mehrere Ausflugslokale und Badeanstalten entstehen. 
Zugleich wird Grünewalde auch ein beliebter Bauplatz für begüterte Familien, zahlreiche Villen stammen aus der Zeit um 1900. 
Eine Schiffswerft bestand flussaufwärts der Elbbrücke noch bis etwa 1920. Die gegenwärtige Struktur des Ortsteils besteht neben wenigen kleinen Gewerbebetrieben und einem Landwirt hauptsächlich aus Wohnbebauung. In Grünewalde leben 102 Einwohner je Quadratkilometer. 0,3 Quadratkilometer der Ortsfläche sind bebaut.

## Sehenswürdigkeiten

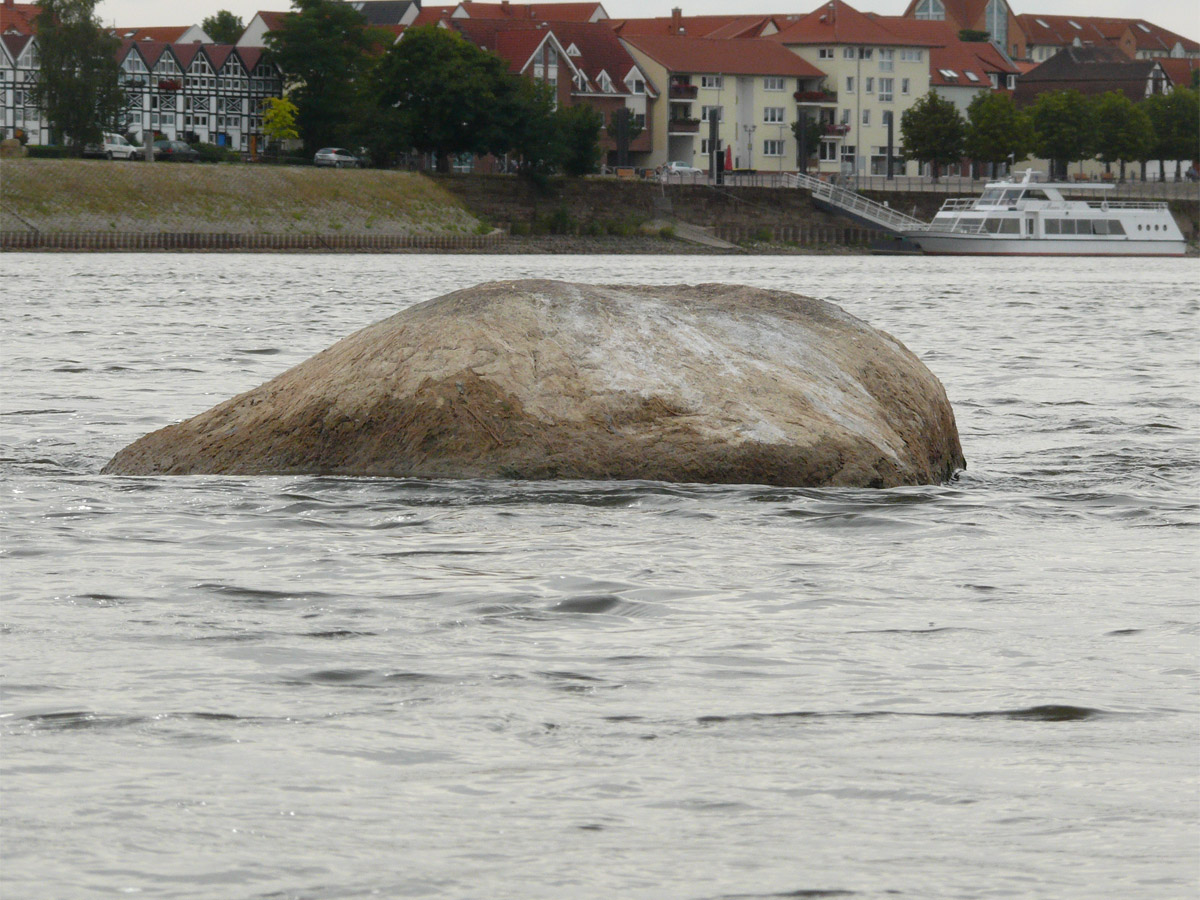
Hungerstein in Schönebeck

Der Schönebecker Hungerstein liegt in Grünewalde, bei Elbekilometer 311 in der Elbe. Bei einem Pegelstand am Elbepegel Schönebeck von weniger als 1,25 Meter ist er sichtbar. Auf dem Friedhof des Orts befindet sich das denkmalgeschützte Kriegerdenkmal Grünewalde.

## Verkehr
Grünewalde ist über die Elbebrücke Schönebeck zu erreichen und liegt an der B 246a sowie der K 1296 Schönebeck-Ranies. Durch Grünewalde verläuft der Elberadweg auf dem Deich der Elbe.